# Delphine Bernard (peintre)
Pour les articles homonymes, voir Delphine Bernard et Bernard (patronyme).
Delphine Bernard est une artiste peintre et pastelliste, née à Nancy le 17 janvier 1825 et morte le 28 septembre 1864 à Paris (16e arrondissement).

## Biographie

Delphine Bernard au Louvre en 1847, Jules Breton.

Elle est l'élève de Laurent-Charles Maréchal et de Drolling,.
Vers 1845, elle rejoint sa sœur à Paris. Alors qu'elle travaille à la copie de maîtres au Louvre, elle est remarquée par Jules Breton. Impressionné par sa beauté, il réalise un portrait d'elle au travail. Jules Breton s'inspire également d'elle pour créer le personnage principal de Gabrielle dans Savarette en 1897  et lui rend également hommage en 1902 dans Delphine Bernard, la femme et l'artiste.
Elle expose au Salon de Paris entre 1848 et 1855. Entre 1853 et 1855, elle présente des sujets agrestes, notamment Les Moissonneuses en 1853, Bohémienne et La Petite Glaneuse en 1855.
Malade à partir de 1854, elle cesse progressivement de peindre, et meurt en 1864.